# مرتین بروشار

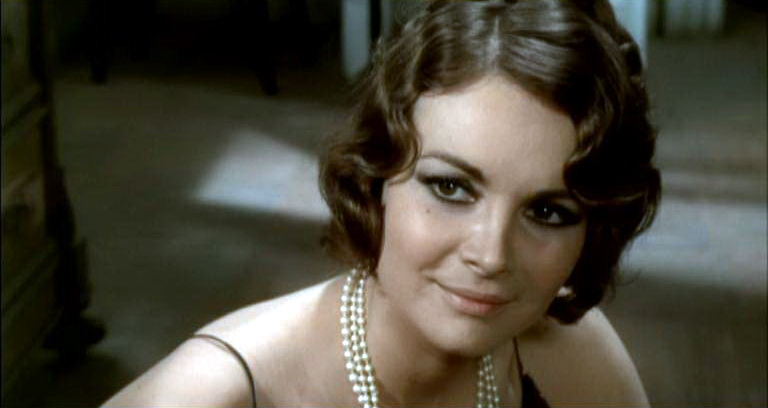
بروشار در صحنه‌ای از یک فیلم در سال ۱۹۷۱

مرتین بروشار (فرانسوی: Martine Brochard‎؛ زادهٔ ۲ آوریل ۱۹۴۴) بازیگر و نویسنده اهل فرانسه است.
از فیلم‌هایی که وی در آن نقش داشته است، می‌توان به بگذار خودمان را مسلح کنیم و شما به جبهه بروید!، شب بزرگ، خدمتکار منزل، در آخرین لحظه، گناه و شرم، شیار هلو، اون حرکتی که خیلی دوستش دارم، زندان زنان، پاپریکا، زیبایی زنان، نامزد، میلان می‌لرزد: پلیس به‌دنبال عدالت، مانایا و تخم چشم اشاره کرد.